# Liébana

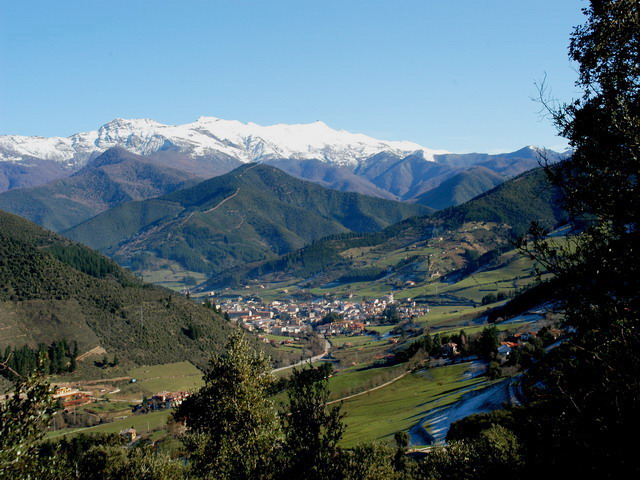
Tal von Potes

Die Comarca Liébana ist eine der 10 Comarcas in der autonomen Gemeinschaft Kantabrien. Sie wurde, wie alle Comarcas in der Autonomen Gemeinschaft Kantabrien, mit Wirkung zum 28. April 1999 eingerichtet.

## Geographie

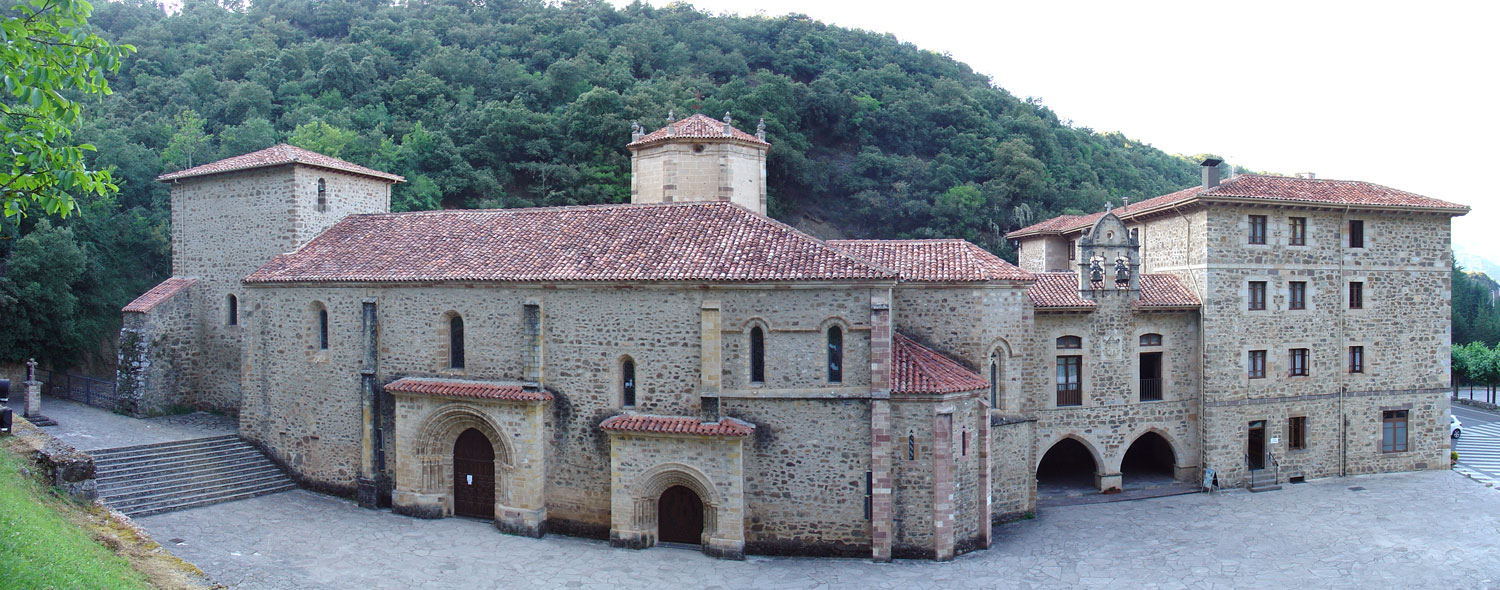
Kloster Santo Toribio de Liébana

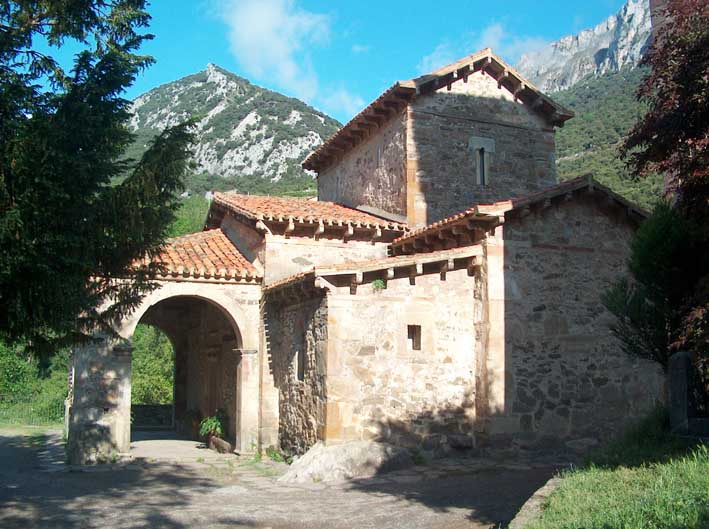
Kirche Santa María de Lebeña

### Lage
Die ca. 570 km² große Comarca Liébana grenzt an die Provinzen Asturien, Léon und Palencia. Zur Liébana gehören die Gemeinden Cabezón de Liébana, Camaleño, Cilliorigo de Liébana, Pesaguero, Potes, Tresviso und Vega de Liébana, die ihrerseits wiederum aus einer Vielzahl von Dörfern bestehen – allein die Gemeinde Camaleño zählt über 30 Dörfer und Weiler; andererseits besteht die Gemeinde Tresviso nur aus einem Dorf mit etwa 70 Einwohnern.
Liébana ist eine Bergregion, die durch vier Täler (Valdebaró, Cereceda, Piedrasluengas und Cillorigo), die im Zentrum bei Potes zusammenkommen, gekennzeichnet ist. Die Hauptflüsse sind der Río Deva, der Río Quiviesa und der Río Bullón. Die Steilhänge bestehen aus Kohle führendem Kalkstein; Schiefer und Sandstein werden in den Tälern gefunden.

### Klima
In der Enge der Täler herrscht im Gegensatz zu den übrigen Regionen Kantabriens, wo eher ein atlantisches Klima herrscht, ein mediterranes Mikroklima. Die maximalen Durchschnittstemperaturen betragen 28 °C, die minimalen 8 °C. Auch die durchschnittliche Regenmenge ist geringer als im übrigen Kantabrien (800 mm jährlich im Gegensatz zu 1.000 bis 1.200 mm). Die Region hat auf ihren hohen Steilhängen und in den tiefen Tälern eine erstaunliche Vielfalt der Flora hervorgebracht – besonders sind hier die vielen Eichen-Arten zu nennen, so die Steineiche, die Korkeiche und die Stieleiche.

## Gemeinden (municipios)
| Gemeinde             | Einwohner (2024) | Fläche km² | Dichte Einw./km² | Cod INE | Postleitzahl |
| -------------------- | ---------------- | ---------- | ---------------- | ------- | ------------ |
| Cabezón de Liébana   | 540              | 81,43      | 7                | 39013   | 39571        |
| Camaleño             | 969              | 161,81     | 6                | 39015   | 39587        |
| Cillorigo de Liébana | 1.362            | 104,55     | 13               | 39022   | 39770        |
| Pesaguero            | 276              | 69,99      | 4                | 39050   | 39572        |
| Potes                | 1.353            | 7,61       | 178              | 39055   | 39570        |
| Tresviso             | 53               | 16,23      | 3                | 39088   | 33554        |
| Vega de Liébana      | 690              | 133,21     | 5                | 39096   | 39575, 39577 |
| Comarca Liébana      | 5.243            | 574,83     | 9                | –       | –            |

## Wirtschaft
Die Wirtschaft in der Liébana hat sich in den vergangenen Jahrzehnten vom Primärsektor hin zu einer aufstrebenden Region des Landtourismus (Turismo rural) entwickelt. Der Nationalpark Picos de Europa und die fast unberührte Natur sind die Hauptattraktionen. Diese positive Entwicklung zeigt sich in erster Linie in Potes, der Hauptstadt der Liébana. Hier nimmt die Bevölkerung zu und Abwanderung sowie Überalterung sind vorerst gestoppt, was bei den anderen Orten nicht der Fall ist. ‚Liébana‘ ist auch der Name eines in der Region produzierten Landweins (vino de la tierra).

## Geschichte

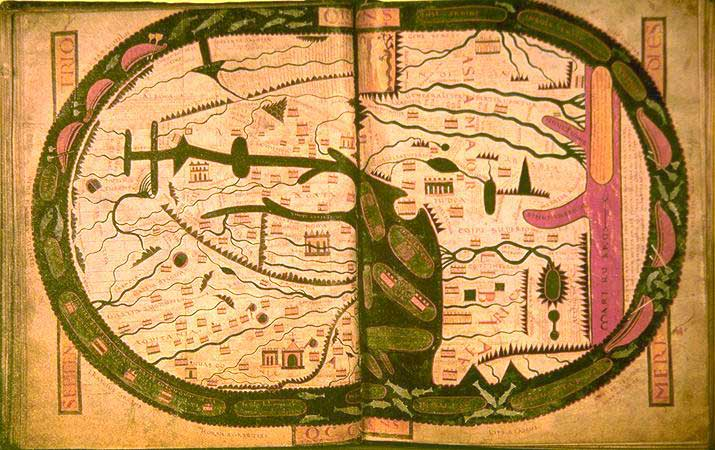
Weltkarte aus dem Beatus von Saint-Sever

Der Mönch, Theologe und Geograph Beatus von Liébana (730–800) lebte im Kloster San Martin de Turieno. Berühmtheit erlangte er durch sein Hauptwerk, entstanden um 776, mit den Kommentaren zur biblischen Apokalypse in zwölf Büchern (siehe Beatus-Handschriften). In der Einleitung ist eine der frühesten christlichen Weltkarten, die mappa mundi, abgebildet.

## Sehenswürdigkeiten
Die Region eignet sich hervorragend zum Wandern. Historisch und kulturell bedeutsam sind das mittelalterliche Kloster Santo Toribio de Liébana und die präromanisch-mozarabische Kirche Santa María de Lebeña. Das Zentrum von Potes ist als Conjunto histórico-artístico eingestuft.